# 브루스 애벗
브루스 애벗(Bruce Abbott, 1954년 7월 28일 ~ )는 미국의 배우이다.

## 출연 작품
- 신의 전사 2 (1998)
- 살인 청부 (1997)
- 블랙 스콜피온 (1995)
- 데몰리션니스트 (1995)
- 전설의 대도 딜린저 (1991)
- 다크 저스티스 (1991)
- 다니엘 스틸 - 세 자매의 사랑 (1990)
- 돌아온 좀비 (1989)
- 좀비오 2 (1989)
- 악령의 분신 (1988)
- 첫경험 (1988)
- 미녀와 야수 (1987)
- 5인의 특공대 (1985)
- 리애니메이터 (1985)
- 최후의 스타화이터 (1984)
- 남북전쟁 (1982)